# Propilidium exiguum
Propilidium exiguum är en snäckart som först beskrevs av Thompson 1844.  Propilidium exiguum ingår i släktet Propilidium och familjen Lepetidae. Enligt den svenska rödlistan är arten otillräckligt studerad i Sverige. Arten förekommer i Götaland. Artens livsmiljö är havet. Inga underarter finns listade i Catalogue of Life.